# Dzikowo Wałeckie
Dzikowo Wałeckie – nieistniejący przystanek osobowy w Dzikowie w Polsce, w województwie zachodniopomorskim, w powiecie wałeckim, w gminie Wałcz.